# Liste des monuments historiques de Locronan
Cet article recense les monuments historiques de Locronan, en France.

## Statistiques
Locronan compte 23 édifices comportant au moins une protection au titre des monuments historiques, soit 3 % des monuments historiques du département du Finistère. Tous comportent au moins une partie classée.
Le graphique suivant résume le nombre d'actes de protection par décennies (ou par année avant 1880) :

## Liste
| Monument                              | Adresse           | Coordonnées                        | Notice         | Protection | Date      | Illustration                          |
| ------------------------------------- | ----------------- | ---------------------------------- | -------------- | ---------- | --------- | ------------------------------------- |
| Camp des Salles                       | Le Menec          | 48° 05′ 53″ nord, 4° 11′ 38″ ouest | « PA00090075 » | Classé     | 1963 1965 | Image manquante Téléverser            |
| Chapelle Notre-Dame-de-Bonne-Nouvelle |                   | 48° 06′ 01″ nord, 4° 12′ 36″ ouest | « PA00090076 » | Classé     | 1915 1926 | Chapelle Notre-Dame-de-Bonne-Nouvelle |
| Église Saint-Ronan                    | Place de l'Église | 48° 05′ 54″ nord, 4° 12′ 29″ ouest | « PA00090077 » | Classé     | 1846      | Église Saint-Ronan                    |
| Hôtel Gauthier                        | Place de l'Église | 48° 05′ 54″ nord, 4° 12′ 29″ ouest | « PA00090078 » | Classé     | 1926      | Hôtel Gauthier                        |
| Immeuble                              | Place de l'Église | 48° 05′ 49″ nord, 4° 12′ 30″ ouest | « PA00090081 » | Classé     | 1927      | Immeuble                              |
| Immeuble                              | Place de l'Église | 48° 05′ 53″ nord, 4° 12′ 30″ ouest | « PA00090082 » | Classé     | 1927      | Immeuble                              |
| Immeuble                              | Place de l'Église | 48° 05′ 54″ nord, 4° 12′ 31″ ouest | « PA00090088 » | Classé     | 1927      | Immeuble                              |
| Boulangerie Le Guillou                | Place de l'Église | 48° 05′ 54″ nord, 4° 12′ 31″ ouest | « PA00090089 » | Classé     | 1927      | Boulangerie Le Guillou                |
| Immeuble                              | Place de l'Église | 48° 05′ 55″ nord, 4° 12′ 30″ ouest | « PA00090095 » | Classé     | 1927      | Immeuble                              |
| Maison                                | Place de l'Église | 48° 05′ 55″ nord, 4° 12′ 30″ ouest | « PA00090080 » | Classé     | 1925      | Maison                                |
| Maison                                | Place de l'Église | 48° 05′ 53″ nord, 4° 12′ 30″ ouest | « PA00090083 » | Classé     | 1926      | Maison                                |
| Maison                                | Place de l'Église | 48° 05′ 52″ nord, 4° 12′ 30″ ouest | « PA00090084 » | Classé     | 1925      | Maison                                |
| Maison                                | Place de l'Église | 48° 05′ 52″ nord, 4° 12′ 31″ ouest | « PA00090085 » | Classé     | 1925      | Maison                                |
| Maison                                | Place de l'Église | 48° 05′ 53″ nord, 4° 12′ 31″ ouest | « PA00090086 » | Classé     | 1925      | Maison                                |
| Maison                                | Place de l'Église | 48° 05′ 53″ nord, 4° 12′ 31″ ouest | « PA00090087 » | Classé     | 1925      | Maison                                |
| Maison                                | Place de l'Église | 48° 05′ 54″ nord, 4° 12′ 31″ ouest | « PA00090090 » | Classé     | 1925      | Maison                                |
| Maison                                | Place de l'Église | 48° 05′ 55″ nord, 4° 12′ 31″ ouest | « PA00090091 » | Classé     | 1926      | Maison                                |
| Maison                                | Place de l'Église | 48° 05′ 55″ nord, 4° 12′ 31″ ouest | « PA00090092 » | Classé     | 1925      | Maison                                |
| Maison                                | Place de l'Église | 48° 05′ 55″ nord, 4° 12′ 30″ ouest | « PA00090093 » | Classé     | 1925      | Maison                                |
| Maison                                | Place de l'Église | 48° 05′ 55″ nord, 4° 12′ 31″ ouest | « PA00090094 » | Classé     | 1925      | Maison                                |
| Maison                                | Place de l'Église | 48° 05′ 56″ nord, 4° 12′ 30″ ouest | « PA00090096 » | Classé     | 1925      | Maison                                |
| Maison                                | Place de l'Église | 48° 05′ 56″ nord, 4° 12′ 30″ ouest | « PA00090097 » | Classé     | 1925      | Maison                                |
| Place de l'Église et son puits        | Place de l'Église | 48° 05′ 54″ nord, 4° 12′ 30″ ouest | « PA00090079 » | Classé     | 1926      | Place de l'Église et son puits        |